# Suðurnesjabær
Suðurnesjabær – gmina w południowo-zachodniej Islandii, obejmująca większość półwyspu Miðnes (północno-zachodnia część półwyspu Reykjanes), poza jego wschodnim wybrzeżem. Wchodzi w skład regionu Suðurnes. Na początku 2018 roku gminę zamieszkiwało blisko 3,4 tys. osób, z tego większość w dwóch głównych miejscowościach: Sandgerði (1753 mieszk.) i Garður (1595 mieszk.). 

Położenie gminy Suðurnesjabær na mapie administracyjnej kraju

Decyzję o utworzeniu gminy podjęto w 2017 roku - powstała z połączenia dwóch gmin Garður i Sandgerðisbær. Decyzja ta została zatwierdzona w lokalnych referendach i weszła w życie wraz z wyborami nowej rady gminy 26 maja 2018. Nowa gmina początkowo funkcjonowała pod tymczasową nazwą Garður og Sandgerði. Podczas referendum na przełomie października i listopada 2018 roku mieszkańcy mogli wybrać spośród trzech opcji: Heiðarbyggð, Suðurnesjabær i Sveitarfélagið Miðgarður. Ostatecznie wybrano nazwę Suðurnesjabær.